# Saint-Paterne-Racan
 Saint-Paterne-Racan  es una población y comuna francesa, situada en la región de  Centro, departamento de Indre y Loira, en el distrito de Tours y cantón de Neuvy-le-Roi.

## Demografía
| 1693 | 1617 | 1718 | 1508 | 1449 | 1511 |
| Para los censos de 1962 a 1999 la población legal corresponde a la población sin duplicidades (Fuente: INSEE [Consultar]) |      |      |      |      |      |